# Guqia
Guqia (kinesiska: 古恰, 古恰乡) är en socken i Kina. Den ligger i provinsen Heilongjiang, i den nordöstra delen av landet, omkring 140 kilometer väster om provinshuvudstaden Harbin.
Genomsnittlig årsnederbörd är 692 millimeter. Den regnigaste månaden är juli, med i genomsnitt 176 mm nederbörd, och den torraste är januari, med 5 mm nederbörd.